# Championnat du Laos de football 2013
Navigation
Saison précédente Saison suivante
La saison 2013 du Championnat du Laos de football est la vingt-troisième édition du championnat de première division au Laos. Cette édition regroupe onze clubs au sein d'une poule unique, où ils s'affrontent à deux reprises. En fin de saison, le dernier du classement est relégué et remplacé par les trois meilleurs clubs de deuxième division.
C'est l'un des clubs promus de deuxième division, le SHB Champassak FC qui remporte la compétition cette saison après avoir terminé invaincu en tête du classement final, avec onze points d'avance sur l'autre promu, Hoang Anh Attapeu FC et douze sur Yotha Football Club. C'est le tout premier titre de champion du Laos de l'histoire du club.

## Les clubs participants
- Yotha Football Club
- Hoang Anh Attapeu FC - Promu de Division B
- Lao Police Football Club
- Lao Lanexang
- SHB Champassak FC - Promu de Division B
- Friends Developpement FC[1]
- Eastern Star FC
- Ezra FC

## Compétition

### Classement
Le classement est établi sur le barème de points classique (victoire à 3 points, match nul à 1, défaite à 0). Pour départager les égalités, on tient d'abord compte de la différence de buts générale, puis du nombre de buts marqués, puis des confrontations directes.
| Rang | Équipe                    | Pts | J  | G  | N | P  | Bp | Bc  | Diff |
| ---- | ------------------------- | --- | -- | -- | - | -- | -- | --- | ---- |
| 1    | SHB Champassak FCP        | 38  | 14 | 12 | 2 | 0  | 54 | 12  | +42  |
| 2    | Hoang Anh Attapeu FCP     | 27  | 14 | 8  | 3 | 3  | 47 | 13  | +34  |
| 3    | Yotha Football Club       | 26  | 14 | 8  | 2 | 4  | 61 | 23  | +38  |
| 4    | Ezra FC                   | 25  | 14 | 7  | 4 | 3  | 24 | 12  | +12  |
| 5    | Lao Police Football ClubT | 23  | 14 | 7  | 2 | 5  | 61 | 19  | +42  |
| 6    | Lao Lanexang              | 15  | 14 | 4  | 3 | 7  | 32 | 35  | -3   |
| 7    | Eastern Star              | 6   | 14 | 2  | 0 | 12 | 16 | 74  | -58  |
| 8    | Friends Developpement FC  | 0   | 14 | 0  | 0 | 14 | 8  | 115 | -107 |

|  | Champion du Laos 2013                            |
|  | Relégation en deuxième division                  |
|  | T : Tenant du titre P : Club promu de Division B |

## Bilan de la saison
| Championnat du Laos de football 2013 |                                     |
| Champion                             | SHB Champassak FC (1er titre)       |
| Coupes et trophées                   |                                     |
| Vainqueur de la Coupe du Laos 2013   | Lao Army Football Club (Division 2) |
| Qualifications continentales         |                                     |
| Coupe du président de l'AFC 2014     | Aucun                               |
| Promotions et relégations            |                                     |
| Promus en Division 1                 | Lao Army Football Club              |
| Promus en Division 1                 | Savannakhet FC                      |
| Promus en Division 1                 | Lao Toyota FC                       |
| Relégués en Division 2               | Friends Developpement FC            |